# Gallia (calciatore)
 Gallia (fl. XX secolo) è stato un calciatore italiano, di ruolo difensore.

## Carriera
Con l'US Torinese disputa 11 gare nel campionato di Prima Divisione 1922-1923.